# Eusebio Lorenzo Baleirón
Eusebio Lorenzo Baleirón, (Laíño, Dodro, 25 de enero de 1962-14 de diciembre de 1986) fue un escritor español hermano del también escritor Manuel Lorenzo Baleirón.

## Trayectoria
Fue hijo de Nieves y Ángel, que murió cuando Eusebio aún no había cumplido tres años de edad. Estudió en Santiago de Compostela, donde se licenció en Filología Gallego-Portuguesa en 1985. Colaboró como ensayista en la revista Grial con estudios sobre la poesía de Aquilino Iglesia Alvariño, Nuno Júdice y Álvaro Cunqueiro. Destacó en su faceta poética, que se vio reconocida por varios premios obtenidos en diferentes certámenes. En 1985 sacaría a la luz dos poemarios:Os días olvidados y O corpo e as sombras, también un libro de narrativa juvenil: O libro das viaxes e dos soños. La muerte prematura le impidió ver editado lo que sería su tercer poemario, A morte presentida, que fue publicado póstumamente en 1988.
En el décimo aniversario de la muerte del poeta se editó su obra poética completa: Gramática do silencio. Obra poética. Asimismo, en 2000 salió a la luz Antología Poética, una antología bilingüe (gallego-español) bajo el cuidado de Ánxeles Penas.
En 2017 fue candidato a ser la figura homenajeada en el Día de las Letras Gallegas correspondiente al año 2018, con Ricardo Carballo Calero,  Plácido Castro, Antón Fraguas y María Victoria Moreno.

## Obras

### Poesía
- Os días olvidados (1985, Algalia).
- O corpo e as sombras (1985, Caixa Ourense).
- A morte presentida (1988, Sotelo Blanco).
- Gramática do silencio. Obra poética (1996, Espiral Maior).
- Antología Poética (2000, Espiral Maior). Edición bilingüe galego-castelán
- Gramática del silencio (2007, Rinoceronte )

### Literatura infanto-juvenil
- Libro das viaxes e dos soños (1986, Vía Láctea).

### Obras colectivas
- Desde a palabra, doce voces, 1986, Sotelo Blanco.
- Concurso Nacional de Poesía, O Facho (1978-1989), 1990, Ediciones del Castro.
- Poesía gallega contemporánea (1996, Litoral).
- Río de son e vento. Unha antoloxía da poesía galega (1999, Xerais).
- Antoloxía consultada da poesía gallega 1976-2000 (2003, Tris Tram). Por Arturo Casas.
- Dix-sept poètes galiciens 1975-2000. Diecisiete poetas gallegos 1975-2000 (2008, Universidad de la Coruña).
- El otro medio siglo. Antología incompleta de poesía iberoamericana (Gusanillo Mayor, 2009). Antonio Domínguez Rey.
- Losada Castro, Basilio: Antoloxía Poética. Leliadoura (1985-1997). Sotelo Blanco Ediciones. Santiago de Compostela. 2005.
- Rodríguez Rial, En él : XXV Aniversario del premio de Poesía Eusebio Lorenzo Baleirón.1988-1912.Ayuntamiento de Dodro. Edizer. 2013.

## Premios
- Premio del Concurso Nacional de Poesía O Facho en el 1983, por Cunqueiro.
- 2º Premio en el certamen de Poesía Celso Emilio Ferreiro del Ayuntamiento de Vigo en el 1984, por Os días olvidados.
- Premio Celso Emilio Ferreiro del Ayuntamiento de Santiago en el 1984, por Os ollos no camiño.